# Пустое Подлесье
Пустое Подлесье — деревня в Нелидовском городском округе Тверской области.

## География
Находится в юго-западной части Тверской области на расстоянии приблизительно 19 км на север по прямой от города Нелидово.

## История
Село было основано в 1794—1795 годах на месте запустевшей Николаевской Пустоподлесской пустыни. Сюда переехали из села Белейка священник и весь причт. В XIX века здесь были построены две каменные церкви взамен обветшавших деревянных: Покровская (1802 год) и Никольская (1819). На карте Шуберта село было показано как Пустова Подлеско. В 1859 году здесь (село Пустоподлесье Бельского уезда Смоленской губернии) было учтено 3 двора, в 1941 — 7. Никольская церковь была разрушена в советское время, Покровская сохранилась в руинированном состоянии. До 2018 года деревня (статус села был утерян) входила в состав ныне упразднённого Высокинского сельского поселения.

## Население
Численность населения: 21 человек (1859), 35 (русские 91 %) в 2002 году, 23 в 2010.